# アイキッド
アイキッド（AI-KID）は、群馬県前橋市出身のソングライター、編曲家、映像作家。イロモンレコード代表。

## 来歴
大学在学中から編曲の仕事を始め、キーボーディストとしてcaminoに加入。卒業後Blondy bon Biancaのメンバーとしてビクターエンタテインメントよりメジャー・デビュー。現在はザ・リーサルウェポンズのメンバー兼プロデューサーとして活動中。

## 音楽
楽曲提供
- ももいろクローバーZ『MILKY WAY』『ラフスタイル』（相木清久名義）
- 上坂すみれ『快走!ラスプーチン』
- ROF-MAO『ウィーアーポップスター』
- BeForU

リミックス
- 傾奇者恋歌

舞台音楽
- 博士の愛した数式[1]
- 走馬灯株式会社[2]
- 惡の華[3]

## アニメ監督
- カワバカジマ（テレビ埼玉、2015年10月 - 12月）脚本・キャラデザイン・出演[4]
- メタリアン（恵比寿リキッドルーム、2020年1月16日のコンバンワンマン大新年会にて上映）